# Mad, Slovacia
Mad este o comună slovacă, aflată în districtul Dunajská Streda din regiunea Trnava. Localitatea se află la altitudinea de 114 m deasupra n.m., se întinde pe o suprafață de 7,71 km2 și în 2017 număra 584 de locuitori.

## Istoric
Localitatea Mad este atestată documentar din 1254.

## Demografie
| An:                | 1994 | 2004   | 2014   | 2024   |
| ------------------ | ---- | ------ | ------ | ------ |
| Număr de persoane: | 476  | 498    | 541    | 576    |
| Diferență:         |      | +4,62% | +8,63% | +6,46% |

| An:                | 2023 | 2024   |
| ------------------ | ---- | ------ |
| Număr de persoane: | 574  | 576    |
| Diferență:         |      | +0,34% |